# Sharks de Jacksonville
Stade
Champion ArenaBowl XXIV, National Arena League 2017
Les Sharks de Jacksonville est une équipe professionnelle de football américain en salle (arena football) basée à Jacksonville, en Floride. Ils jouent leurs matchs à domicile à la VyStar Veterans Memorial Arena. À compter de 2017, les Sharks commencent à jouer en tant que membres fondateurs de la National Arena League (NAL). Ils étaient auparavant membres de l'Arena Football League (AFL) de 2010 à 2016.
Les Sharks rejoignent l'AFL pour la saison 2010, à la suite de la réorganisation complète de la ligue l'année précédente. Lors de leur saison inaugurale, ils ont établi le record de la ligue pour le plus grand nombre de victoires en saison régulière par une équipe d'expansion, en remportant douze de leurs seize matchs, et se sont classés au troisième rang dans la ligue pour la vente de billets et le nombre moyen de spectateurs. Ils se qualifient pour les séries éliminatoires de l’AFL 2010, remportant le titre de la division sud. Lors de leur deuxième année dans la ligue, ils se qualifient pour l'ArenaBowl XXIV. Ils y battent les Rattlers de l'Arizona 73 à 70, pour le premier championnat AFL de l'histoire de la franchise,. Ils quittent l'AFL après la saison 2016 et rejoignent la NAL.

## L'histoire

### Arena Football League (2010-2016)
L'Arena Football League souhaite à l'origine créer une franchise à Jacksonville dans les années 1990, citant le soutien historique de la ville au football. La proposition attire l'attention de Wayne Weaver, alors propriétaire des Jaguars de Jacksonville, mais la ligue décide que le Jacksonville Coliseum est trop petit pour les normes de l'AFL. En 2000, les Jacksonville Tomcats commencent à jouer dans l'AF2, la ligue de développement de l'AFL. La ligue et les propriétaires des Tomcats prévoient l'achèvement de la nouvelle arène, la Jacksonville Veterans Memorial Arena, qui compte 15 000 places, mais les Tomcats renoncent après la saison 2002, avant que la construction de l'arène soit achevée.
L'intérêt de placer une équipe de football américain en salle à Jacksonville demeure. En 2010, à la suite de la restructuration de l'AFL et de l'annulation de la saison 2009, l'AFL annonce qu'elle placera une équipe d'expansion à Jacksonville. Le groupe de propriété sera le Jacksonville Sports Group, dirigé par Jeff Bouchy, ancien copropriétaire de l'équipe des Predators d'Orlando, dirigé par son frère Brett Bouchy. Le 3 mai 2014, il est officiellement annoncé que l'ancien leader du groupe Mötley Crüe, Vince Neil, achète une participation minoritaire dans l'équipe.

### National Arena League (2017-présent)
Le 12 octobre 2016, les Sharks annoncent qu'ils quittent l'AFL pour une ligue rivale, commençant pour la saison 2017. Les Sharks sont rejetés par leur premier choix de ligue, la Indoor Football League (qui regroupe plusieurs anciennes franchises AFL), car l'IFL se concentre sur une empreinte régionale n'incluant pas la Floride.
Le 18 novembre 2016, le propriétaire des Sharks, Jeff Bouchy, annonce que l'équipe rejoindra la nouvelle National Arena League. Il annonce également l'embauche de l'ancien entraîneur-chef des Phantoms de Toronto, Mark Stoute, deuxième entraîneur-chef de l'histoire de la franchise, en remplacement de l'entraîneur-chef intérimaire Bob Landsee. Après huit matches sans défaite, Stoute est renvoyé. Siaha Burley est immédiatement embauchée comme remplaçant après avoir été coordinateur offensif des Gladiators de Cleveland de l'AFL. Les Sharks sont presque invaincus pendant leur saison inaugurale en NAL, avant de perdre leur dernier match à domicile contre le Steel de Monterrey 44–37. Ils ont vengé la défaite en battant Monterrey une semaine plus tard dans la demi-finale des séries éliminatoires 43-32 et ainsi se qualifier pour la finale. Les Sharks remportent le premier match du Championnat NAL 27–21 contre les Lions de Columbus.
La saison 2018 les verra terminer avec un bilan de 10-6, ce qui leur donne la troisième place de la saison régulière. En playoffs, ils perdent leur demi-finale 48-73 contre les Cobras de la Caroline.

## Les joueurs

### Liste actuelle
| Équipe actuelle [ 17 ] |          |                                         |        |         |                     |
| Nom                    | Position | Université                              | Taille | Poids   | Lieu de naissance   |
| Liam Nadler            | QB       | Gannon                                  | 6' 6"  | 232 lbs | Leipsic, OH         |
| Leon Mackey Sr.        | LB       | Texas Tech                              | 6' 5"  | 260 lbs | Mesa, AZ            |
| Fred Ruff              | OL       | New Mexico Highlands University         | 6' 6"  | 330 lbs | Philadelphia, PA    |
| Jabari Buckley         | OL       | Belhaven University                     | 6' 6"  | 335 lbs | Kosciusko, MS       |
| Aaron Bellazin         | DL       | North Texas                             | 6' 2"  | 265 lbs | Everman, TX         |
| Jonathan Taylor        | DL       | Southeastern Louisiana                  | 6' 6"  | 340 lbs | Millen, GA          |
| Ja'Juan Story          | WR       | Texas Christian University              | 6' 4"  | 207 lbs | Brooksville, FL     |
| Jake Medlock           | QB       | Florida International University        | 6' 3"  | 185 lbs | Jacksonville, FL    |
| Justin Sullivan        | DB       | Virginia University of Lynchburg        | 6' 0"  | 210 lbs | Portsmouth, VA      |
| Justin Wells           | OL       | St. Augustine's University              | 6' 4"  | 325 lbs | Baltimore, MD       |
| Rodney Hall Jr.        | DB       | Benedict College                        | 6' 1"  | 193 lbs | Philadephia, PA     |
| Zack Brown             | FB-LB    | Ferrum College                          | 6' 1"  | 255 lbs | Tifton, GA          |
| Nick Woodman           | DL       | Utica College                           | 6' 5"  | 250 lbs | Utica, NY           |
| Mike Williams          | OL/DL    | Jacksonville University                 | 6' 5"  | 330 lbs | Jacksonville, FL    |
| Marquis Smith          | DL       | Savannah State                          | 6' 3"  | 253 lbs | Washington, D.C.    |
| Paul Robinson          | DB       | Pittsburg State                         | 5' 10" | 183 lbs | Killeen, TX         |
| Daryl Boggan           | WR       | Arkansas State                          | 6' 4"  | 225 lbs | Charlotte, NC       |
| D'Angelo McCray        | OL       | Memphis                                 | 6' 4"  | 330 lbs | Jacksonville, FL    |
| Karel Hamilton         | WR       | Samford                                 | 6' 1"  | 205 lbs | Valrico, FL         |
| Durron Neal            | WR       | Oklahoma                                | 5' 11" | 191 lbs | St. Louis, MO       |
| Chris Pickett          | DB       | Troy                                    | 6' 0"  | 200 lbs | Crestview, FL       |
| Marvin Ross            | DB       | Florida A&M                             | 5' 11" | 180 lbs | Jacksonville, FL    |
| Cody Saul              | WR       | Mesa Community College                  | 6' 3"  | 220 lbs | Mesa, AZ            |
| Chris Gilchrist        | WR       | West Texas A&M                          | 6' 5"  | 200 lbs | Hermiston, OR       |
| Keith Bowers           | DL       | Maryland                                | 6' 2"  | 285 lbs | West Palm Beach, FL |
| Rush Imhotep           | DB       | Cornell                                 | 6' 2"  | 210 lbs | Brooklyn, NY        |
| Derrick Zeigler        | OL       | Northeast Mississippi Community College | 6' 5"  | 320 lbs | Elmore, AL          |
| Wilson Bell            | OL       | Auburn                                  | 6' 4"  | 340 lbs | Mobile, AL          |
| Damien Jacobs          | DL       | Florida                                 | 6' 3"  | 300 lbs | Gibson, LA          |

## Entraîneurs
| Nom          | Terme              | De la saison régulière | De la saison régulière | De la saison régulière | De la saison régulière | Séries éliminatoires | Séries éliminatoires | Prix                         |
| Nom          | Terme              | W                      | L                      | T                      | %                      | W                    | L                    | Prix                         |
| ------------ | ------------------ | ---------------------- | ---------------------- | ---------------------- | ---------------------- | -------------------- | -------------------- | ---------------------------- |
| Les Moss     | 2010 – 2016        | 70                     | 50                     | 0                      | .583                   | 7                    | 4                    | Entraîneur de l'Année (2010) |
| Bob Landsee  | 2016 (par intérim) | 2                      | 0                      | 0                      | 1000                   | 1                    | 1                    |                              |
| Mark Stoute  | 2017               | 8                      | 0                      | 0                      | 1000                   | 0                    | 0                    |                              |
| Siaha Burley | 2017–présent       | 13                     | 7                      | 0                      | .650                   | 2                    | 0                    |                              |